# Inwazja porywaczy ciał (album)
Inwazja porywaczy ciał – drugi mixtape DonGURALesko stworzony wspólnie z Matheo.
Do utworów „Wznieście ręce w powietrze”, „Ekwador” i „Idziemy po swoje” zostały zrealizowane teledyski. W lutym 2010 roku płyta została nominowana w plebiscycie „Podsumowanie 2009” serwisu Poznanskirap.com w kategorii album roku.
Nagrania dotarły do 13. miejsca listy OLiS.

## Lista utworów
Opracowano na podstawie materiału źródłowego.
Album
1. „Intro – Nadchodzą, są wśród nas” – 0:38
2. „Synku jestem w budynku” – 4:11
3. „Inwazja porywaczy ciał” – 4:18
4. „Dziadzia” – 3:20
5. „Cały lokal pływa” – 3:56
6. „Wielkie pranie” – 3:59
7. „Ekwador” – 3:49
8. „Mam słów sterty nasączone w benzynie” – 2:51
9. „El Polako (Bangladesh RMX)” – 3:04
10. „Idziemy po swoje” – 3:59
11. „Jak DJ rządzi woskiem” – 3:24
12. „Łyk ginu (RMX)” – 3:54
13. „Szpadyzor Night Skit” – 1:05
14. „My robimy te manewry tu 2” (gościnnie Tede) – 3:47
15. „Świat jest nasz” – 3:49
16. „Brud boi” (gościnnie Grubson, Metrowy) – 4:10
17. „Wznieście ręce w powietrze” (gościnnie Pezet) – 3:14
18. „Szpadyzor Crew” (gościnnie RY23, Rafi) – 3:51
19. „Wiesz o co chodzi yo?!” (gościnnie Wall-E) – 3:39
20. „Lubię to jebane szambo” (gościnnie Tajemniczy Jegomość) – 1:56
21. „Yszty” – 4:14

Singel
| Inwazja porywaczy ciał |
| --- |
| 1. „Intro” 2. „Idziemy po swoje” 3. „DJ rządzi woskiem” 4. „Wielkie pranie” 5. „Yszty” 6. „Idziemy po swoje SCREW” 7. „DJ rządzi woskiem SCREW” 8. „Wielkie pranie SCREW” 9. „Yszty SCREW” |